# Zoo d'Hamilton
Le zoo d'Hamilton est le principal parc zoologique de la ville d'Hamilton situé en Nouvelle-Zélande. Plus précisément, il s'étend dans la banlieue de Rotokauri, à la périphérie de la zone urbaine sur une superficie approximative de 25 ha. Il est le premier zoo de Nouvelle-Zélande devenu entièrement financé par l'association connue sous le nom de Australasian Regional Association of Zoological Parks and Aquaria.
Le zoo a ouvert ses portes en 1969. Il compte plus de 600 animaux dont approximativement 95 espèces différentes. Parmi elles, des rhinocéros blancs, des pandas roux, des singes-araignées, ainsi qu'un félin rare, le chat de Temminck.